# Портико-ди-Казерта
Портико-ди-Казерта (итал. Portico di Caserta) — коммуна в Италии, располагается в регионе Кампания, в провинции Казерта.
Население составляет 7348 человек (на 2006 г.), плотность населения составляет 4037|frazioni = Musicile чел./км². Занимает площадь 1,82 км². Почтовый индекс — 81050. Телефонный код — 0823.
Покровителем коммуны почитается святой апостол Пётр, празднование 29 июня.